# 三善里沙子
三善 里沙子（みよし りさこ、1959年7月14日 - ）は、日本のエッセイスト。

## 人物・来歴
東京都杉並区に、三善清達・幸田弘子夫妻の長女として生まれる。青山学院大学文学部卒。大学在学中から女性雑誌や旅行誌のリポーターを務める。卒業後はフリーライターとなり、東京や中央線沿線文化に関するエッセイを書く。日本ペンクラブ会員。

## 著書
- 『中央線の呪い』 (Ensu bunko)二玄社, 1994 のち扶桑社文庫
- 『軽井沢の法則 正統派軽井沢族の秘かな囁き』マグ・カルチャー マガジンハウス, 1995
  - 『定本軽井沢の法則 正統派軽井沢族のひそかなささやき』軽井沢新聞社, 2004
- 『お台場の掟』ダイヤモンド社, 1997
- 『中央線なヒト 沿線文化人類学』ブロンズ新社, 2000　のち小学館文庫
- 『東京法則 何気ない"東京感覚"のつかみ方』光文社, 2000
- 『東京魔界案内 見つけよう、「隠された魅力」を』光文社 (知恵の森文庫) 2003

### 共著
- 『街を歩いてエッセイを書こう』街歩きエッセイの会共著, 編集の学校/文章の学校 監修. 雷鳥社, 2007